# Batalla de Berga (1840)
La batalla de Berga de 1840 fue la última batalla de la primera guerra carlista.

## Antecedentes
La guerra casi se dio por acabada al norte con el Convenio o Abrazo de Vergara el 31 de agosto de 1839 que establecía lo respecto a los fueros vascos, pero que no fue aceptado en Cataluña ni en el Maestrazgo (sí que se sometieron las partidas carlistas de Galicia, Extremadura, Asturias, y La Mancha). El ejército liberal de Leopoldo O'Donnell, pudiendo concentrar todas las fuerzas militares en un solo frente pudo ocupar, finalmente, el territorio de Ramón Cabrera y Griñó obligándolo a marchar sobre Cataluña, cruzando el Ebro la noche del 1 al 2 de junio.
Incluso con las disputas internas en el seno de la Junta Superior Carlista de Cataluña, donde el general Josep Segarra había intentado reorganizar el movimiento carlista la guerra continuó con vigor teniendo lugar algunas acciones importantes como la de Peracamps en la primavera de 1840, después de la cual Segarra huyó a Vich y el mando carlista pasó a Ignasi Brujó hasta la llegada de Cabrera. Con todo, la superioridad numérica del ejército de la reina y las disputas internas del carlismo dificultaron cualquier resistencia.

## La batalla
Ramón Cabrera y Griñó preparó la última defensa en Berga, donde las tropas de Espartero llegaron desde Manresa. El 4 de julio, presentó batalla disponiendo dos divisiones en el flanco derecho, dos en el izquierdo y el resto avanzando por el centro, pero después de cuatro días de asedio, Cabrera abandonó la fortaleza.

## Consecuencias
Con la caída de la villa, el castillo y las fortificaciones, se perdieron 17 piezas de artillería, y Ramón Cabrera y Griñó tuvo que pasar en Francia el 6 de julio del 1840 con 4600 infantes y 300 jinetes por Castellar de Nuch, cosa que supuso el final de la guerra y el exilio en Francia de los carlistas hasta la amnistía de 1841.